# Boris Wiktorowitsch Falkow
Boris Wiktorowitsch Falkow (russisch Борис Викторович Фальков, wiss. Transliteration Boris Viktorovič Fal'kov; * 8. Dezember 1946 in Moskau; † 16. September 2010 in München) war ein russischer Schriftsteller und Pianist. Mitglied des PEN-Zentrums Deutschland. Nach seiner Emigration aus der Sowjetunion lebte er seit 1987 in München.

## Leben
Boris Falkow studierte am Moskauer und Leningrader Konservatorium. Sein erstes Künstlerleben war das eines Pianisten. Dieses führte ihn später nach Kiew und Donezk. Dort war er bis zu seiner politisch motivierten Entlassung Professor für Pianistik. Zahlreiche Einspielungen für das Goldene Radioarchiv der UdSSR. Schallplattenaufzeichnung bei Melodija, Moskau.
Parallel – und gezwungenermaßen konspirativ – schrieb er bereits seine ersten Romane, die er allerdings erst nach seiner Ausreise im Jahre 1987 veröffentlichen konnte.
Falkow sieht sich in der Tradition von Laurence Sterne, Jorge Luis Borges oder auch Michail Bulgakow. Nicht selten sind seine Romane in der Rubrik Fantasy (Фантастика) zu finden, auch wenn das Fantastische darin der Verfremdung und der surrealen Farce dienen soll. Die Essenz hingegen ist stets real, aktuell, prekär und subversiv.
Drei seiner Romane sind ins Deutsche übersetzt.

## Werke
- Моцарт из Карелии (= Mozart aus Karelien), Roman, GPA, 1989
- Die Nussknacker (Deutschsprachige Ausgabe), aus dem Russischen von Annelore Nitschke, Roman, Paul List Verlag, 1991
- Трувер (= Der Trouvère), Roman, GPA, 1991
- Der Trouvère (Deutschsprachige Ausgabe), Roman, GPA, 1991
- Friedensstifter (Deutschsprachige Ausgabe), aus dem Russischen von Annelore Nitschke, Roman, Paul List Verlag, 1993
- Десант на Крит (= Die Invasion Kretas), Novelle in der Zeitschrift Знамя, 1994. № 6
- Тарантелла (= Tarantella), Roman, Вагриус, 2000
- Елка для Ба (= Weihnachtsbaum für Oma), Roman, Вагриус, 2002
- Миротворцы (= Friedensstifter), Летний сад, 2006
- Щелкунчики (= Die Nussknacker), Летний сад, 2007
- Новеллы (= Novellen), Летний сад, 2007
- Невские перспективы (= Newskie Perspektivy), RTSoft, 2008
- Триада (= Triada), RTSoft,  2010
- Доктор Миссионжник – шестикнижие (= Doktor Missionzhnik), RTSoft,  2011